# Nikka Vonen
Nikka Vonen (ur. 14 listopada 1836 r. w Dale i Sunnfjord, Norwegia; zm. 29 listopada 1933 w Fjaler) – norweska pisarka, edukatorka i folklorystka.

## Biografia
Była córką Bertela Johannessa Vonen (1799–1868) oraz Berthe Helene Skjærdal (1794–1843). Ojciec pracował jako kowal, rusznikarz, zegarmistrz, rolnik, prowadził także pensjonat. Matka była położną. Nikka miała o dwa lata starszego brata, Pedera Pavelsa, który był weterynarzem i zmarł w 1905 r.
Pierwszy zbiór podań ludowych zebranych przez Vonen został wydrukowany anonimowo w latach 1865–66, a 24 opowiadania wydrukowano w Dølen w latach 1868–69, pt. "Æventyr fraa Sunnfjord" i "Segner fraa Sunnfjord, fortalde av gamle Synnve". Sama pisała w języku duńskim, ale wspierała ruch Nynorsk i była pierwszą kobietą w Towarzystwie Języka Nynorsk „Vestmannalaget”.
Uczęszczała do kilku "szkół dla dziewcząt", a pod koniec lat 60. XIX w. ukończyła z tytułem guwernantki (ówcześnie najwyższy możliwy dla kobiet tytuł do zdobycia w zakresie pedagogiki, zanim od 1882 r. mogły być nauczycielkami na równi z mężczyznami) edukację w Szkole dla dziewcząt Nissena. Była współzałożycielką szkoły dla dziewcząt w Dale w 1869 r. pod nazwą Nikka Vonens Pigeinstitutt. Placówką kierowała od 1871 do 1907 r. Nikka Vonen odbywała wędrówki po górach Jotunheimen wraz z pionierami wspinaczki górskiej takimi jak Emanuel Mohn, Ernst Sars i William Cecil Slingsby. Była jedną z pierwszych kobiet, które weszły na Galdhøpiggen. 
Współtworzyła kobiecy magazyn „Urd” i wspierała ruch na rzecz praw kobiet.
Król Oskar II odznaczył ją Złotym Medalem Zasługi.